# Alex Sharpe
Alex Sharpe é uma cantora irlandesa. Iniciou sua carreira bem jovem, no papel de Dorothy em O Mágico de Oz no Teatro Olympia em Dublin. Atuou como  a Janet no espetáculo "The Rocky Horror Show", como a jovem  Sally  em "Follies in Concert",  como Jenny em "Aspects of love" e como Mila em "Aloha Kamano" de Sean Purcell.
Seus talentos musicais não passaram despercebidos e lhe valeram o convite para o papel de Eponine no musical Les Miserables da Cameron Mackintosh Company, na Inglaterra e Irlanda. Participou também da turnê de Les Miserables  recebendo aclamação internacional.
Alex criou o papel de Bernadette no musical, "The Beautiful Game", de  Andrew Lloyd Webber e Ben Elton. Ao retornar à Irlanda  atuou como  Kate Foley no musical "The Wireman" no Teatro Gaiety em Dublin.
Apresentou-se  com algumas  orquestras de renome mundial tais como "The Icelandic Royal Phillarmonic Orchestra (Orquestra  Filarmônica Real da Islândia), "The Danish National Symphony" (Orquestra Sinfônica Nacional Dinamarquesa) e com a RTE Concert Orchestra. Entre suas muitas gravações, sua voz pode ser ouvida também na  trilha sonora do filme Evita, estrelado por Madonna.
A sua experiência musical inclui um concerto para o Prince´s Trust no Teatro  Mayflower na Inglaterra e em 2006 viajou para Chicago para o lançamento do altamente aclamado musical  "The Pirate Queen" (A Rainha  Pirata) em que atuou no papel principal.
Participou da turnê de primavera de 2008 nos Estados Unidos com o grupo Celtic Woman, como substituta de Lisa Kelly, afastada da banda por causa de sua gravidez.
Em 2009, Órla Fallon afastou-se do grupo para passar mais tempo com a família e trabalhar num novo álbum solo e Alex Sharpe tornou-se membro de Celtic Woman em tempo integral.
Em 2010, a cantora deixou o grupo para fazer carreira solo e ficar com a família, foi anunciado no site do próprio grupo.